# Bertrand Dufourcq
Bertrand Dufourcq (* 5. Juli 1933 in Paris; † 18. November 2019 in Paris) war ein französischer Diplomat.

## Leben
Von 1985 bis 1988 war Dufourcq französischer Botschafter beim Heiligen Stuhl. Es schloss sich eine Tätigkeit als Diplomat an der französischen Botschaft in Moskau in der Sowjetunion an. 1990 nahm Bertrand Dufourcq als politischer Leiter des französischen Außenministeriums an den Zwei-plus-Vier-Verhandlungen teil. Danach war er Botschafter in Moskau.
Dufourcq war ab dem 18. Mai 1992 französischer Botschafter in Deutschland. Sein Nachfolger François Scheer übernahm das Amt jedoch bereits am 24. November 1993. In den 1990er Jahren war Dufourcq als Generalsekretär im französischen Außenministerium tätig. In dieser Funktion  besuchte er im Auftrag des französischen Präsidenten Jacques Chirac am 3. März 1998 den irakischen Präsidenten Saddam Hussein.